# Toll

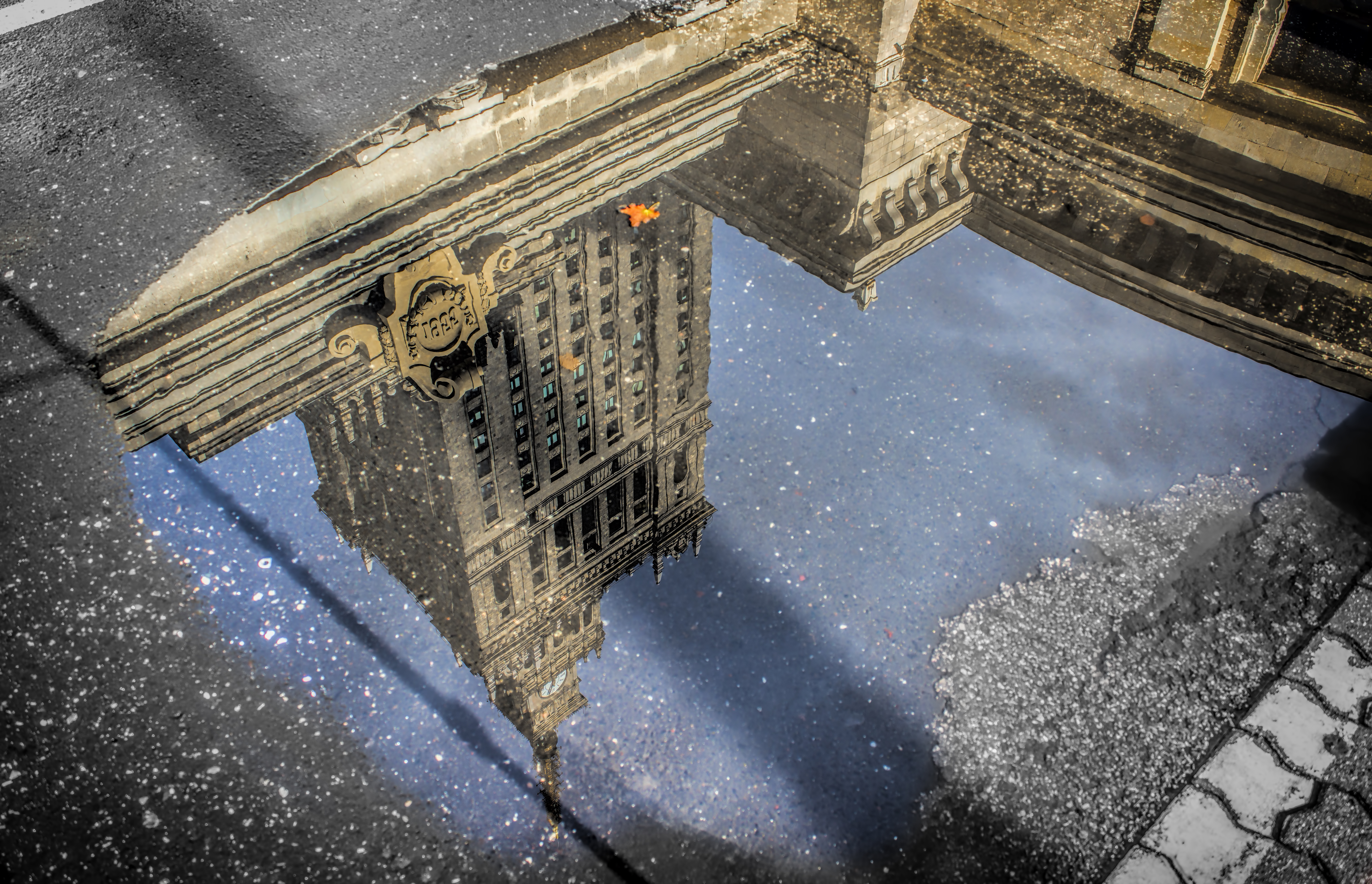
Un toll en un carrer, amb un reflex del Palau de Cultura i Ciència a Varsòvia, Polònia

Un toll o bassal és un petita acumulació de líquid, generalment d'aigua de pluja, continguda sobre una superfície. Es pot formar ja sigui per acumulació de líquid que convergeix cap una depressió del sòl prou impermeable, que fa de contenidor, o sortint des de l'interior cap a la superfície. De vegades el líquid que forma el toll es pot mantenir en la seva posició, directament sobre una superfície plana, sense necessitat de que hi hagi una depressió, simplement per la tensió superficial.

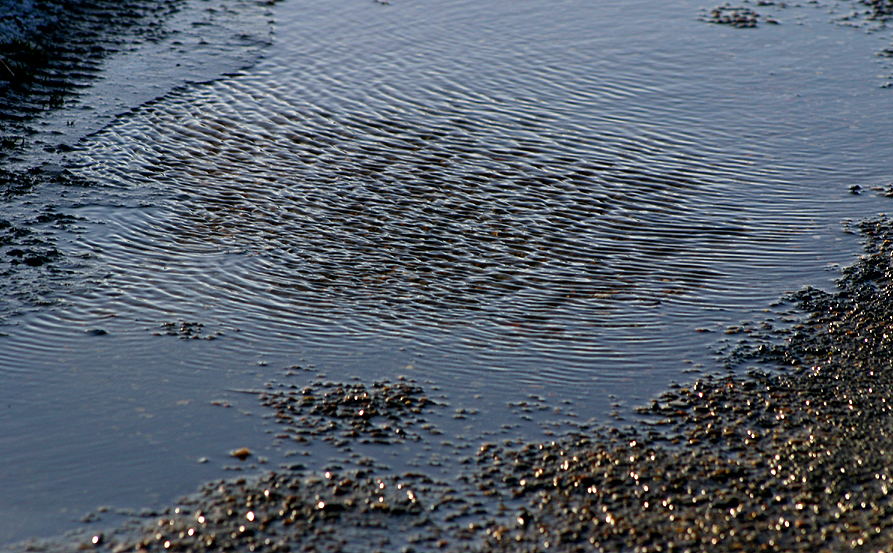
Un toll en una platja

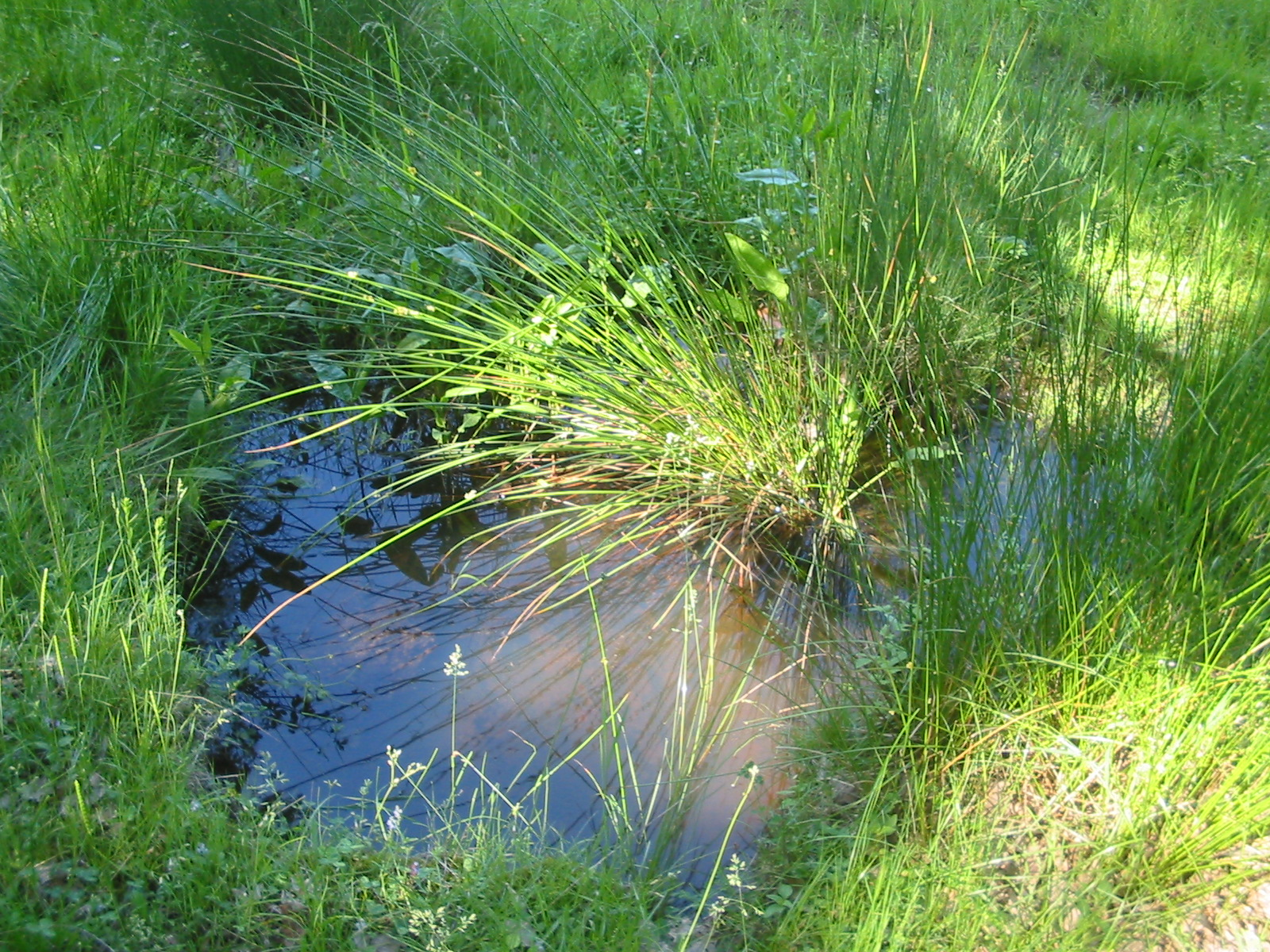
Un toll en un bosc

## Característiques
Un toll és considerat generalment prou petit per poder-lo saltar amb un pas llarg i de massa poca profunditat per emprar-hi una barqueta, encara que d'una magnitud suficient per travessar-lo caminant a peu (tot i mullant-se).
Un toll en general, pot mesurar des d'alguns decímetres fins a uns quants metres de diàmetre o longitud. Després d'haver-se acabat les fuites o la caiguda d'aigua que l'han generat, un toll desapareix al cap d'unes poques hores encara que també n'hi han que poden durar alguns dies o inclús setmanes, depenent de les condicions meteorològiques i climàtiques, el grau de les filtracions del sòl, i/o l'evaporació de l'aigua.
En una carretera o autopista, poden ser perillosos al causar hidroplaning a un automòbil. La petita fauna pot ser atreta pels bassals, com també poden ser una font de fascinació per als jocs dels nens, no és estrany que els nens juguin amb tolls saltant-hi al damunt per crear el màxim xipolleig entre ells.